# 874 a.C.

## Eventos
- Ascensão do faraó Osocor II (r. 874–850 a.C.)[1][2]

## Mortes
- Taquelote I (r. 889–874 a.C.), quarto faraó da XXII dinastia[1][2]